# ساعي البريد دائما يدق مرتين (فلم 1981)
ساعي البريد دائما يدق مرتين (بالإنجليزية: The Postman Always Rings Twice) فيلم الإثارة الأمريكي من نوع النيو نوار (neo-noir السينما المظلمة الجديدة) لعام 1981، من إخراج بوب رافلسون وكتبه ديفيد ماميت (في أول ظهور له ككتاب سيناريو). بطولة جاك نيكلسون وجيسيكا لانج، وهو رابع اقتباس لرواية عام 1934 لجيمس إم كاين التي تحمل نفس العنوان. تم تصوير الفيلم في سانتا باربرا، كاليفورنيا.

## طاقم التمثيل
جاك نيكلسون: في دور فرانك تشامبرز
جيسيكا لانج: في دور كورا سميث (باباداكيس)
جون كوليكوس: في دور نيك باباداكيس
مايكل ليرنر: في دور السيد كاتز
جون بي رايان: في دور عزرا ليام كينيدي
أنجليكا هوستون: في دور مادج جورلاند
وليام ترايلور: في دور كايل ساكت
رون فلاج: في دور رجل تلميع الأحذية
وليام نيومان: في دور رجل من هوم تاون
تشاك ليدل: في دور فتى الكشافة
ألبرت هندرسون: في دور فن بيمان
كريستوفر لويد: في دور بائع

## أحداث الفيلم
يتوقف فرانك تشامبرز (جاك نيكلسون) المتسكع في مطعم ريفي في كاليفورنيا يعود إلى حقبة الاكتئاب في التلال خارج لوس أنجلوس لتناول وجبة وينتهي به الأمر بالعمل هناك. تقوم بتشغيل المطعم امرأة شابة وجميلة، كورا سميث (جيسيكا لانج)، وزوجها الأكبر سنًا، نيك باباداكيس (جون كوليكوس)، وهو مهاجر مجتهد من اليونان ولكنه يفتقر إلى الخيال.
يبدأ فرانك وكورا في علاقة غرامية بعد وقت قصير من لقائهما. سئمت كورا من وضعها وتزوجت من رجل كبير لا تحبه، وتعمل في مطعم ترغب في امتلاكه وتحسينه. تخطط هي وفرانك لقتل نيك لبدء حياة جديدة معًا. تفشل محاولتهم الأولى في القتل، لكنهم ينجحوا في محاولتهم الثانية.
يشتبه المحقق المحلي في ما حدث ولكنه لا يجد الأدلة الكافية لإثبات شكوكه. يهدف المحقق  إلى دفع كورا وفرانك كي ينقلبان على بعضهما البعض، يحاول فقط مع كورا لإثبات ارتكابها الجريمة. على الرغم من أن كورا وفرانك ينقلبون على بعضهم البعض، إلا أن حيلة ذكية من محامي كورا، كاتس (مايكل ليرنر)، تمنع اعتراف كورا الكامل من الوصول إلى يد المحقق. تفشل كل محاولات الادعاء في الحصول على أي دليل مادي، وتستفيد كورا من صفقة تقر فيها بالقتل الخطأ ويُحكم عليها بقضاء فترة تحت المراقبة. تعود كورا بعد أشهر وتجد فرانك في علاقة مع مادج جورلاند (أنجليكا هوستون). تخبر كورا فرانك بأنها حامل. يظهر مساعد المحامي كاتس، كينيدي (جون ب. رايان)، عند بابهم ويهددهم بفضحهم ما لم يعطوه 10000 دولار. يضرب فرانك مساعد كينيدي ويحمله بقوة على التخلي عن الأدلة التي يحملها ضدهم. تذهب مادج لمقابلة كورا، التي تهدد بتسليم فرانك. يتخلى فرانك عن مادج ويختار الحياة مع كورا وإصلاح ما تهشم من علاقتهم المضطربة ويخططون الآن لمستقبل معًا. يعرض فرانك الزواج على كورا التي تعتقد في البداية انه يسعى لاسكاتها عن اتهامه، ومع ذلك يبدو أنهم مستعدين لحياة جديدة معًا. يقضي فرانك وكورا وقتًا في الخلاء ويدور الحديث وتقترح كورا بيع المطعم ويقترح فرانك الاحتفاظ به حيث ان المكان يصلح لتربية أطفالهم وأيضًا لاقتناء الحيوانات الأليفة، وأثناء عودتهما من رحلة الخلاء تموت كورا في حادث سيارة أثناء قيادة فرانك، الذي يبكي بحرقة على جسدها.

## صدور الفيلم واستقباله
تم عرض الفيلم خارج المنافسة في مهرجان كان السينمائي عام 1981. تلقى الفيلم استحسانًا ضعيفًا من النقاد، الذين شعروا أن إعادة إنتاج فيلم عام 1946 ويحمل نفس الاسم لم يكن من الصواب. كما اعتقدوا أن النهاية كانت «ضعيفة جدًا» مقارنة بفيلم عام 1946 الأصلي. كما انتقدوا عدم توضيح معنى العنوان في النسخة الجديدة، مما قد يؤدي إلى إرباك المشاهدين. قال جاك نيكلسون لاحقًا «إذا قمت بسؤال الناس بخصوص صناعة السينما وبالتحديد حول فيلم» ساعي البريد دائما يدق مرتين" فربما تجد أن معظم الناس يعتقد أنه فيلم لم يكن ناجحًا. هذا ليس صحيحًا. أعلم أنه حقق أرباحًا، لأنني تلقيت مبالغ كبيرة بسببه، كما حدث مع فيلم "الحي الصيني"، وأكثر بكثير من فيلم "المعرفة الجسدية Carnal Knowledge". لكن الناس حريصون على استبعاده".
منح موقع الطماطم الفاسدة تقييم للفيلم بمقدار 79% بناء على آراء 11 نقد إيجابي وفقط ثلاثة آراء سلبية، ومنح موقع ميتاكريتيك تقييم بمقدار 61% بناء على آراء 14 ناقد.
أشاد كيري سيجريف وليندا مارتن بـ «الكيمياء المشحونة» بين نيكولسون ولانج في الفيلم، وذكروا أن نيكولسون اعترف بأنه كان مغرمًا بشريكته في التمثيل، مشيرًا إلى أنها كانت «قنبلة جنسية كبيرة في الفيلم». رشح معهد الفيلم الأمريكي فيلم «ساعي البريد دائما يدق مرتين» في عام 2002 للانضمام لقائمة «100 سنة و100 فيلم اثارة».

## النسخة الجديدة والنسخة القديمة
نسخة الفيلم الصادرة عام 1946 للمخرج تاي جارنيت كانت من بطولة الممثلة لانا تيرنر (1921 – 1995) التي لم تشاهد النسخة الجديدة، لكنها قالت إنها شاهدت إعلانات وتعليقات على التلفزيون جعلتها تشعر بالمرض: لقد استاءت من كيفية قيام الاستوديو بتحويلها إلى «قمامة إباحية كهذه».

## وصلات خارجية
https://www.boxofficemojo.com/release/rl1550550529/ ساعي البريد دائما يدق مرتين (فلم 1981)
https://www.rottentomatoes.com/m/1016592-postman_always_rings_twice ساعي البريد دائما يدق مرتين (فلم 1981)
https://www.imdb.com/title/tt0082934/ ساعي البريد دائما يدق مرتين (فلم 1981)
https://www.allmovie.com/movie/the-postman-always-rings-twice-v38842 ساعي البريد دائما يدق مرتين (فلم 1981)
https://elcinema.com/en/work/2003105/ ساعي البريد دائما يدق مرتين (فلم 1981)